# Didoische Sprachen

Die Didoischen Sprachen (Nr. 25–29) im Umfeld der Nordostkaukasischen Sprachfamilie

Als didoische Sprachen (auch tsesische Sprachen, russ.: дидойские языки, цезские языки) werden fünf miteinander verwandte Kleinsprachen bezeichnet, die im Südwesten der Republik Dagestan (Russische Föderation) von (Volkszählung 2021) 33.109 Menschen gesprochen werden. Zusammen mit der awarischen Sprache und den andischen Sprachen bilden sie die Gruppe der awaro-ando-didoischen Sprachen innerhalb der Gruppe der dagestanischen Sprachen, die wiederum zu den (nordostkaukasischen) nachisch-dagestanischen Sprachen gehören. Bei den sowjetischen/russischen Volkszählungen 1926, 2002, 2010 und 2021 gab es die Möglichkeit, sich zu einer der didoischen Sprachen zu bekennen. Die Sprecher dieser Völker werden aber in Russland weiterhin zum Awarischen gezählt. 
Zu den didoischen Sprachen gehören fünf Sprachen in zwei Sprachgruppen, die wiederum in Dialekte gegliedert sind, die sich untereinander teilweise stark unterscheiden und so die gegenseitige Verständigung der Sprecher erschweren. Ostdidoische Sprachen sind Beschtinisch und Hunsibisch (auch als chunsalische oder nachadsische Sprache bezeichnet), Westdidoische Sprachen sind Chwarschinisch, Hinuchisch (diese Sprache wird nur im Dorf Hinuch gesprochen) und Tsesisch (auch Didoisch oder Zesisch genannt). Die starken Unterschiede zwischen den einzelnen Volkszählungen haben ihre Ursache in der jahrzehntelangen Zuteilung der Andischen Sprachen zum Awarischen (in den Volkszählungen von 1939 bis 1989). Auch heute noch sind die Andischen Sprachen beim Gesamttotal des Awarischen aufgelistet. Untenstehend die Anzahl der Sprecher:
| Jahr                                                                 | Beschtinisch | Beschtinisch | Hunsibisch | Hunsibisch | OSTDIDOISCH | OSTDIDOISCH | Chwarschinisch | Chwarschinisch | Hinuchisch | Hinuchisch | Tsesisch | Tsesisch | WESTDIDOISCH | WESTDIDOISCH | Total  | Total  |
| Jahr                                                                 | Zahl         | %            | Zahl       | %          | Zahl        | %           | Zahl           | %              | Zahl       | %          | Zahl     | %        | Zahl         | %            | Zahl   | %      |
| -------------------------------------------------------------------- | ------------ | ------------ | ---------- | ---------- | ----------- | ----------- | -------------- | -------------- | ---------- | ---------- | -------- | -------- | ------------ | ------------ | ------ | ------ |
| 2002                                                                 | 6184         | 26,90        | 972        | 4,23       | 7156        | 31,13       | 128            | 0,56           | 525        | 2,28       | 15.176   | 66,03    | 15.829       | 68,87        | 22.985 | 100,00 |
| 2010                                                                 | 6015         | 30,09        | 982        | 4,91       | 6997        | 35,01       | 395            | 1,98           | 245        | 1,23       | 12.350   | 61,79    | 12.990       | 64,99        | 19.987 | 100,00 |
| 2021                                                                 | 8138         | 24,58        | 3466       | 10,47      | 11.604      | 35,05       | 3296           | 9,95           | 635        | 1,92       | 17.574   | 53,08    | 21.505       | 64,95        | 33.109 | 100,00 |
| Quelle: Ergebnisse der Russischen Volkszählungen 2002, 2010 und 2021 |              |              |            |            |             |             |                |                |            |            |          |          |              |              |        |        |

Keine der didoischen Sprachen wurde verschriftlicht. Als Schrift- und Verkehrssprache untereinander wird Awarisch verwendet.
Charakteristisch für die didoischen Sprachen ist der ausgebaute Vokalismus (pharyngale, nasale, kurze und lange Vokale) und das komplizierte Konsonantensystem. Die Sprachen gehören zu den agglutinierenden Sprachen mit stark ausgebauter Deklination (große Anzahl an Lokativen) und vergleichsweise einfacher Konjugation.